# Damaeus mongolicus
Damaeus mongolicus är en kvalsterart som först beskrevs av Bayatortogkh 2000.  Damaeus mongolicus ingår i släktet Damaeus och familjen Damaeidae. Inga underarter finns listade i Catalogue of Life.